# Elisa Gasparin
Elisa Gasparin (Samedan, 2 dicembre 1991) è una biatleta svizzera.
È sorella di Selina e di Aita, a loro volta biatlete di alto livello.

## Biografia
In Coppa del Mondo ha esordito il 18 marzo 2010 a Oslo (64ª nella sprint) e ha ottenuto il primo podio il 1º dicembre 2018 a Pokljuka (2ª nella staffetta mista). Ha preso parte a dieci edizioni iridate e a due dei Giochi Olimpici, quelli di Soči 2014, dove è giunta 8ª nella sprint, 31ª nell'inseguimento, 33ª nell'individuale, e a quelli di Pyeongchang 2018, dove è giunta 31ª nella sprint, 35ª nell'inseguimento, 8ª nell'individuale, 27ª nella partenza in linea.

## Palmarès

### Europei juniores
- 2 medaglie:
  - 1 argento (inseguimento a Osrblie 2012)
  - 1 bronzo (sprint a Osrblie 2012)

### Coppa del Mondo
- Miglior piazzamento in classifica generale: 22ª nel 2015
- 4 podi (a squadre):
  - 2 secondi posti
  - 2 terzi posti